# East-Coast-Jets-Flug 81
Der East-Coast-Jets-Flug 81 (Flugnummer ICAO: EFT1526, Funkrufzeichen EAST COAST JET 81) war ein Inlands-Charterflug der Fluggesellschaft East Coast Jets vom Atlantic City International Airport in Atlantic City, New Jersey zum Owatonna Degner Regional Airport, Minnesota am 31. Juli 2008, der mit einem Geschäftsreiseflugzeug vom Typ British Aerospace BAe 125-800A durchgeführt wurde. Die Piloten versuchten nach dem Aufsetzen durchzustarten, die Maschine konnte jedoch nicht genügend an Höhe gewinnen, sodass sie gleich nach dem erneuten Abheben mit der Landebahnbefeuerung kollidierte, außer Kontrolle geriet und sich überschlug. Bei dem Unfall starben alle acht Insassen des Flugzeugs.

## Maschine
Bei dem betroffenen Flugzeug handelte es sich um eine 1990 gebaute British Aerospace BAe 125-800A mit der Werknummer 258186. Die Maschine hatte eine Vielzahl von Vorbesitzern und wurde am 1. Juli 2003 mit dem Luftfahrzeugkennzeichen N818MV auf die MVA Aircraft Leasing Inc. zugelassen. Die Maschine war zuletzt an die East Coast Jets verleast. Das zweistrahlige Geschäftsreiseflugzeug war mit zwei Turbojettriebwerken des Typs Garrett TFE731-5R-1H ausgerüstet. Bis zum Zeitpunkt des Unfalls hatte die Maschine eine Gesamtbetriebsleistung von 6.570 Betriebsstunden absolviert, auf die 5.164 Starts und Landungen entfielen.

## Insassen
An Bord der Maschine befanden sich sechs Passagiere und eine zweiköpfige Besatzung, bestehend aus einem Flugkapitän und einem Ersten Offizier. Flugkapitän war der 40-jährige ehemalige Prüfkapitän Clark Jon „C.J.“ Keefer, der East Coast Jets seit 2005 angehörte. Er verfügte über 3.600 Stunden Flugerfahrung, von denen 1.188 Stunden auf die BAe 125-800 entfielen. Keefer verfügte außerdem über 874 Stunden Flugerfahrung mit Learjet-Maschinen, womit sich seine Flugerfahrung mit kleinen, strahlengetriebenen Geschäftsreiseflugzeugen auf 2.062 Flugstunden belief. Erster Offizier war der 27-jährige Daniel D’Ambrosio, der seit weniger als einem Jahr für East Coast Jets flog und zuvor bei Colgan Air angestellt gewesen war. D’Ambrosio verfügte über 1.454 Stunden Flugerfahrung, wovon 295 Stunden auf die BAe 125-800 entfielen.

## Wetter
Am Flughafen Owatonna, wo sich der Unfall ereignete, herrschten um 09:55 Uhr die folgenden Wetterverhältnisse: Wind aus 170 Grad bei Windgeschwindigkeiten von sechs Knoten, stark bewölkt in 3.700 Fuß Höhe, Temperatur 19 Grad Celsius, barometrischer Druck: 29.83.

## Unfallhergang

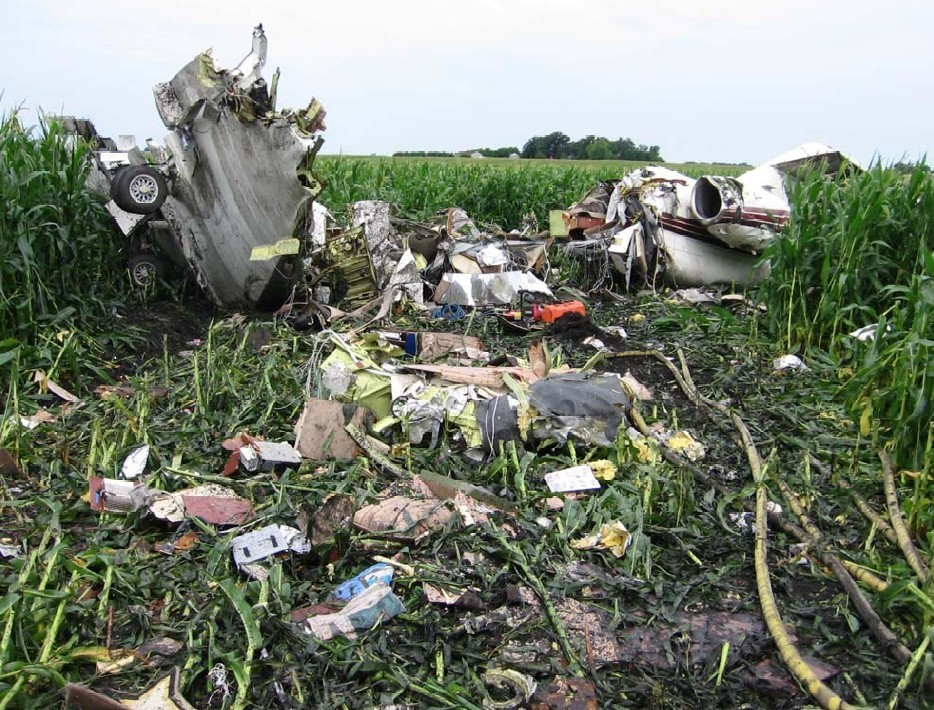
Das Wrack der Maschine

Nachdem die Maschine am frühen Morgen des Unfalltages vom Leigh Valley Airport zum Atlantic City Airport geflogen war, um dort Passagiere aufzunehmen, startete sie um 8:13 Uhr zum Flug nach Owatonna. Die Maschine erhielt um 9:54 Uhr die Landefreigabe und die Piloten setzten die Maschine kurz darauf auf der für die Landung vorgesehenen Landebahn 30 auf. Als sie im nächsten Augenblick bemerkten, dass die verbliebene Landebahnlänge nicht ausreichen würde, um die Maschine rechtzeitig zum Stehen zu bringen, leiteten sie ein Durchstarten ein. Die Maschine überrollte das Landebahnende und begann erst auf der dahinter liegenden Grünfläche abzuheben. Gleich darauf kollidierte die rechte Tragfläche mit der Befeuerung der Startbahn, woraufhin die Maschine nach rechts in die Rückenlage rollte und in einer solchen mit der Cockpitsektion voran 730 Meter hinter dem Startbahnende auf dem Boden aufschlug. Der vordere Teil der Maschine wurde hierbei stark beschädigt und die Maschine wurde nochmals hochgeschleudert und kam diesmal auf der Rumpfunterseite in einem Feld zum Stehen. Sieben Insassen kamen dabei ums Leben, eine Passagierin überlebte zunächst, erlag jedoch zwei Stunden später im Krankenhaus ebenfalls ihren schweren Verletzungen.

## Ursache
Das National Transportation Safety Board (NTSB) übernahm nach dem Unfall die Ermittlungen zur Unfallursache. Die Ermittler sahen die späte Entscheidung des Flugkapitäns zum Durchstarten ebenso als unfallursächlich an wie die mangelnde Disziplin im Cockpit und ein schlechtes Crew Resource Management. Die Piloten seien vermutlich übermüdet und dadurch in ihrer Fähigkeit der Entscheidungsfindung beeinträchtigt gewesen. Das NTSB bemängelte ferner die unzureichende Überwachung der Fluggesellschaft durch die Federal Aviation Administration, zumal für die East Coast Jets als Anbieter von Charter- und Lufttaxidiensten nicht denselben Luftsicherheitsstandards galten wie für kommerzielle Fluggesellschaften.